# Грюнбаум, Адольф
Адольф Грюнбаум (нем. Adolf Grünbaum; 15 мая 1923, Кёльн, земля Пруссия, Веймарская республика — 15 ноября 2018) — американский философ науки, критик психоанализа. Профессор Питтсбургского университета (с 1960 года). Член Американской академии искусств и наук. Автор около 400 работ, в том числе 12 книг.

## Биография
Родился 15 мая 1923 года в Кёльне, земля Пруссия. После принятия в Германии антисемитских законов семье удалось эмигрировать в США, и в 1938 году она поселилась в Бруклине.
Окончил Уэслианский университет (бакалавр искусств, 1943). Натурализовался в 1944 году. В 1944—1946 годах служил в армии США. Степени магистра физики (1948) и доктора философии (1951) получил в Йеле. С 1949 года женат.
С 1950 года преподаватель Лихайского университета (Пенсильвания), с 1955 года полный профессор философии, в 1956—1960 годах именной профессор философии.
В 1960 году стал первым постоянным профессором имени Э. Меллона по философии науки Питтсбургского университета. В том же году он стал основателем и директором университетского Центра философии науки, а с 1978 года его сопредседатель. Одновременно с 1979 года профессор-исследователь психиатрии и с 2006 года главный профессор-исследователь департамента истории и философии науки.
Член Американской ассоциации содействия развитию науки. В 1985 году был удостоен прочтения лекций имени Гиффорда в Шотландии.
Почётный доктор, в частности Кёльнского университета (2013). Офицер ордена «За заслуги перед Федеративной Республикой Германия» (2013).
Умер 15 ноября 2018 года.

## Сочинения
- Философские проблемы пространства и времени = Philosophical problems of space and time. / Пер. с англ. канд. философ. наук Ю. Б. Молчанова. Общ. ред. и послесл. д-ра философ. наук Э. М. Чудинова, [с. 553—568]. — М.: Прогресс, 1969. — 590 с. : черт.
- Теория Фрейда и философия науки. // Вопросы философии. 1991. № 4. С. 90-106.